# Гаймаровка (Кобелякский район)
Гаймаровка (укр. Гаймарівка) — село,
Василевский сельский совет,
Кобелякский район,
Полтавская область,
Украина.
Код КОАТУУ — 5321880903. Население по переписи 2001 года составляло 35 человек.

## Географическое положение
Село Гаймаровка находится в 5-и км от левого берега реки Ворскла,
в 1-м км от села Василевка.
К селу примыкает большое болото с сильно заросшими озёрами.

## Экономика
- Молочно-товарная ферма.